# Andrés Puentes
Andrés Puentes Urtuzuástegui (* 21. ledna 1957) je bývalý mexický zápasník – judista.

## Sportovní kariéra
Narodil se do rodiny mexického generála Andrése Puentese Vargase. Patřil ke generaci mexických judistů, která výkonnostně vyrostla pod dohledem japonského instruktora Tomojoši Jamagučiho, působícího od šedesátých let dvacátého století v Ciudad de México. V mexické mužské reprezentaci se pohyboval od poloviny sedmdesátých let dvacátého století. V roce 1976 se ještě do mexického olympijského týmu na olympijské hry v Montréalu nevešel, ale v roce 1980 s ním mexický olympijský výbor s účastí na olympijských hrách v Moskvě počítal. Týden před začátkem olympijských her ho však reprezentační trenér René Pommerelle z týmu vyloučil pro špatnou životosprávu. Tento nešvar se s ním táhl po celou sportovní kariéru. V roce 1984 a 1988 dostal v mexickém olympijském týmu přednost Federico Vizcarra.
Po skončení sportovní kariéry koncem osmdesátých let dvacátého století začal podnikat. V Ciudad de México otevřel noční klub (disco) "Andy Bridges", který však úřady v roce 1991 zavřely pro podezření z praní špinavých peněz. Jeho manželkou byla populární mexická zpěvačka Tatiana Palacios Chapa, se kterou má dvě děti. Pár je častým cílem bulvárních médií (neplacení výživného, potyčky s milenci bývalé ženy apod.).

## Výsledky
| Turnaj                  | 1975       | 1976       | 1977       | 1978       | 1979       | 1980       | 1981       | 1982       | 1983       | 1984       | 1985       | 1986       | 1987       |
| Turnaj                  | 18         | 19         | 20         | 21         | 22         | 23         | 24         | 25         | 26         | 27         | 28         | 29         | 30         |
| Turnaj                  | lehká váha | lehká váha | lehká váha | lehká váha | lehká váha | lehká váha | lehká váha | lehká váha | lehká váha | lehká váha | lehká váha | lehká váha | lehká váha |
| ----------------------- | ---------- | ---------- | ---------- | ---------- | ---------- | ---------- | ---------- | ---------- | ---------- | ---------- | ---------- | ---------- | ---------- |
| Olympijské hry          |            | —          |            |            |            | —          |            |            |            | —          |            |            |            |
| Mistrovství světa       | úč.        |            |            |            | —          |            | —          |            | —          |            | —          |            | —          |
| Panamerické hry         | ?          |            |            |            | 3.         |            |            |            | —          |            |            |            | úč.        |
| Panamerické mistrovství |            | 3.         |            | ?          |            | 3.         |            | 3.         |            | —          | —          | —          |            |
| Středoamerické a k. hry |            |            |            | 3.         |            |            |            | 2.         |            |            |            | —          |            |